# アンドリュー・ドライバー
アンドリュー・ドライバー（Andrew Driver 、1987年11月20日 - ）は、イングランド・オールダム出身のプロサッカー選手。デ・フラーフスハップ所属。ポジションはMF。

## 経歴

### クラブ
2015年3月、アバディーンFCにシースンいっぱいの契約で加入。5月、契約を延長しないことが発表された。
2015年7月、エールディビジに昇格したデ・フラーフスハップに加入。

### 代表
ユース年代では幼少期を過ごしたスコットランド代表に選出されていた。U21年代では出生地であるイングランドに変更。

## 所属クラブ
ユース
- ハッチソン・ヴェイルFC
- ハート・オブ・ミドロシアンFC

プロ
- ハート・オブ・ミドロシアンFC 2006-2013

→ヒューストン・ダイナモ 2013 (loan)
- ヒューストン・ダイナモ 2013-2014
- アバディーンFC 2015
- デ・フラーフスハップ 2015-2018

## 代表歴
- スコットランドU-16
- イングランドU-21
  - UEFA U-21欧州選手権2009

## タイトル
アバディーン
- スコティッシュ・カップ: 2012